# 2S9 Nona-S
2S9 Nona-S (rusky 2С9 «Нона-С» podle indexu GRAU) je sovětský, resp. ruský samohybný minomet ráže 120 mm vyvinutý v Ústředním vědecko-výzkumném institutu přesného strojírenství (CNIITOČMAŠ) v Podolsku a Permském strojírenském závodě V. I. Lenina (Motovilichinské závody).
Nona (zkratka ruských slov Новейшее Орудие Наземной Артилерии) je rodina 120mm dělostřeleckých zbraní s drážkovanými hlavněmi a nabíjením přes závěr, které kombinují vlastnosti minometů, houfnic a kanonů.
Minomet 2S9 je postaven na podvozku z obrněného vozidla BTR-D, jehož trup je zčásti postaven na bázi hliníku. Do služby byl uveden roku 1981.

## Varianty
- 2S9
- 2S9-1
- 2S9-1M

## Uživatelé
- Ázerbájdžán – 27
- Bělorusko – 54
- Kyrgyzstán – 12
- Moldavsko – 9
- Rusko – cca 600
- Turkmenistán – 12
- Ukrajina – 64
- Uzbekistán – 60
- Afghánistán – stav neznámý